# Прогон од Кроје
Прогон је био господар Kроје и утемељитељ породице Прогони, у грчким изворима „архонт” (првак, владар), који је искористио слабљење централне власти у Цариграду и основао Kнежевину Арбанон, која се налазила у оквиру Византијског царства, али с аутономијом значајног обима. Владао је између 1190. и 1198. Прогона су наследила његова два сина, Ђин и Димитрије .

## Живот
Мало се зна о његовом животу, осим да је био први владар Крује и околине, између 1190. и 1198. године . Тврђава Круја је остала у поседу породице Прогони, а Прогона су наследили његови синови Ђин, а касније Димитрије . Пре 1204. године Арбанон је био аутономна кнежевина Византијског царства . Са своја два сина помиње се у натпису из манастира Свете Марије у Трифандини, Гезик, северна Албанија . Титуле архонт и панхиперсевастос (користио и син Димитрије) су знак византијске зависности .
Током његове владавине, 1204. године се одиграва пад Цариграда, једна од највећих трагедина у културној историји света, који он, разумљиво, користи да би успоставио дефакто независни и самостални Арбанон.